# Kokoretsi

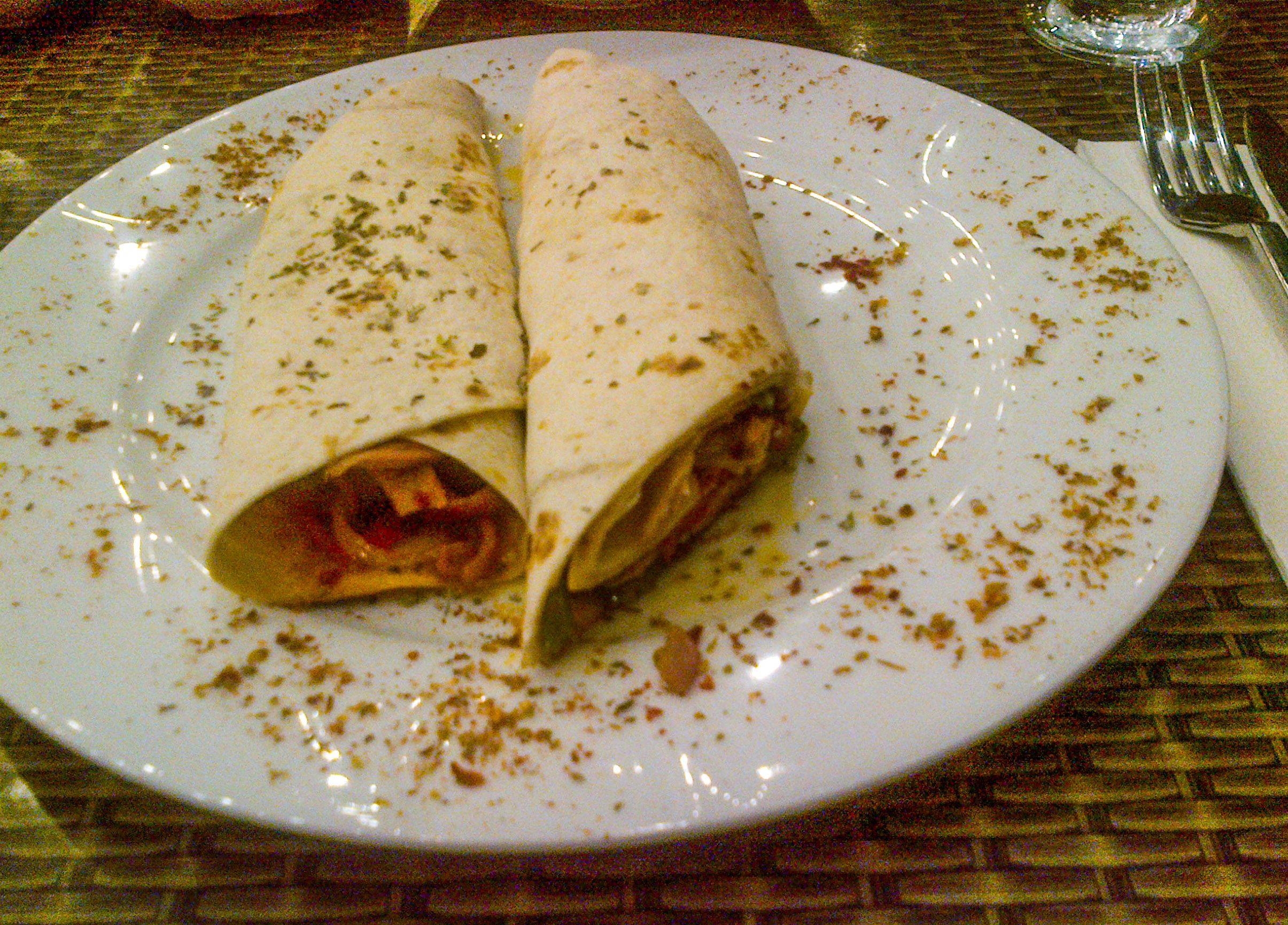
Kokoreç turco servido em pão folha em um restaurante de Istanbul.

Kokoretsi ou kokoreç é uma espetada feita com as fressuras de borregos (intestino, baço, coração, pulmões, timo e fígado) preparada tradicionalmente para a Páscoa na Grécia.
Para este prato, o mais difícil é limpar os intestinos do borrego, normalmente um animal pequeno, que têm de ser virados de dentro para fora; isto consegue-se com uma agulha de crochet e, por vezes, a tripa parte-se mas os pedaços podem ser usados para a magiritsa (a sopa feita na mesma ocasião e com os mesmos ingredientes). Os intestinos virados são depois lavados em água com sumo de limão ou vinagre.
As outras vísceras, depois de lavadas, são cortadas em pedaços e enfiadas num espeto, entremeadas com pedaços de sebo do borrego (ou de carneiro, se o animal for magro). No fim, a espetada é coberta com folhas de sebo, atada com o intestino e colocada horizontalmente numa churrasqueira, juntamente com o borrego limpo e ambos são pincelados com ladolemono (mistura de azeite, sumo de limão e orégão) enquanto estão a assar.